# Qantas Defence Services
Qantas Defence Services (QDS) , actualmente Integrated Defence Services é uma companhia de defesa que, no passado, pertenceu na totalidade à Qantas Airways. Em Agosto de 2013, a QDS foi vendida à Northrop Grumman. Esta empresa tem providenciado manutenção a aeronaves como o C-130 Hercules, assim como aos KC-30 do Esquadrão N.º 33 da RAAF.